# Edward Montagu, III conte di Sandwich
Edward Montagu, III conte di Sandwich (Londra, 10 aprile 1670 – 20 ottobre 1729), è stato un nobile inglese.

## Biografia
Era il primogenito maschio del Edward Montagu, II conte di Sandwich, e di sua moglie, Lady Anne Boyle.
Dal 1672 al 1688, anno della morte del padre, gli venne attribuito il titolo di visconte Hinchingbrooke.

## Matrimonio
Nel 1689 sposò Elizabeth Wilmot, figlia di John Wilmot, II conte di Rochester, scrittore e amico di re Carlo II d'Inghilterra. Ebbero due figli, ma solo uno raggiunse l'età adulta:
- Edward Montagu, visconte Hinchingbrooke (7 luglio 1692-3 ottobre 1722)

## Morte
Morì il 20 ottobre 1729, all'età di 59 anni.